# Cisticola haesitatus
Fuinha-de-socotra ou fuinha-de-socotorá (Cisticola haesitatus) é uma espécie de ave da família Cisticolidae.
É endémica do Iémen.
Os seus habitats naturais são: matagal árido tropical ou subtropical e campos de altitude subtropicais ou tropicais.
Está ameaçada por perda de habitat.